# Dipteronia dyeriana
Dipteronia dyeriana là một loài thực vật có hoa trong họ Bồ hòn. Loài này được A.Henry mô tả khoa học đầu tiên năm 1903.